# 소숙옹주
소숙옹주(昭淑翁主, ? ~ 1456년 12월 18일(음력 11월 12일))는 조선의 옹주이다. 태종의 13녀이자 서9녀로, 어머니는 선빈 안씨이다.

## 생애
태종과 선빈 안씨(숙선옹주)의 여섯째 딸로, 1430년(세종 12년) 윤연명(尹延命)과 혼인하여 4남 2녀를 두었다. 1456년(세조 2년) 졸하였다. 왕이 부의(賻儀)로 쌀과 콩 아울러 1백 석, 종이 1백 50권, 베 40필을 주었다.

## 가족 관계
- 아버지 : 태종(太宗, 1367~1422)
- 어머니 : 선빈 안씨(善嬪 安氏, ? ~ 1435)[1]

시가 : 해평 윤씨(海平 尹氏)
- - 남편 : 해평군 윤연명(海平君 尹延命, ? ~ 1458)
    - 장남 : 감찰(監察) 윤혼(尹渾, 1438 ~ ?)
    - 며느리 : 평산 신씨 - 신윤오(申允悟)의 딸 
      - 손자 : 윤인손(尹仁孫, 1458 ~ ?)
      - 손자 : 윤의손(尹義孫, 1460 ~ ?)
      - 손자 : 윤예손(尹禮孫)
      - 손자 : 윤지손(尹智孫, 1477 ~ ?)
      - 손녀 : 현감(縣監) 증 영의정(贈 領議政) 예안 이씨 이보간(李輔幹)의 처
      - 손녀 : 평양 조씨 조우(趙瑀)의 처
      - 손녀 : 여산 송씨 봉사(奉事) 송은(宋慇)의 처
      - 손녀 : 전주 류씨 참봉(參奉) 류항(柳沆)의 처

    - 차남 : 윤미(尹湄)
      - 손녀 : 해주 정씨 찰방(察訪) 정희경(鄭熙慶)의 처

    - 3남 : 윤열(尹洌)
      - 손자 : 윤근손(尹謹孫)
      - 손자 : 윤현손(尹賢孫)

    - 4남 : 첨지(僉知) 윤호(尹浩)
    - 며느리 : 여산 송씨 - 주부(主簿) 송찬(宋瓚)의 딸
      - 손녀 : 세종의 18남 담양군의 손자 양평부수 이굉(陽平副守 李䡏)의 처
      - 손녀 : 연안 이씨 이공예(李公藝)의 처
      - 손녀 : 파평 윤씨 윤학(尹鶴)의 처
      - 손녀 : 함안 이씨 이민(李旻)의 처

    - 장녀 : 순흥 안씨 현감(縣監) 안관(安琯)의 처
      - 외손자 : 안호인(安好仁)
      - 외손자 : 안호의(安好義)
      - 외손자 : 안호례(安好禮)
      - 외손녀 : 함종 어씨 절충(折衝) 증 판서(贈 判書) 어숙평(魚淑平)의 처

    - 차녀 : 연안 이씨 참봉(參奉) 이제(李堤)의 처
      - 외손자 : 이공작(李公綽)